# Keith Jarrett
Keith Jarrett (* 8. května 1945, Allentown, Pensylvánie) je americký jazzový pianista a skladatel, jedna z ikon jazzového piana.
Jeho kariéra začala koncem šedesátých let dvacátého století, začínal jako člen ansámblu Arta Blakeyho, později byl spoluhráčem Charlese Lloyda a Milese Davise. Od začátku sedmdesátých let je považován za jednoho z předních propagátorů jazzu, ať už byl v roli vedoucího jazzového ansámblu nebo sólového pianisty. Jeho technika improvizace kombinuje jazz s jinými hudebními žánry a to hlavně s vážnou hudbou, gospelem, blues a lidovou hudbou z různých koutů světa. Je známý také tím, že si při svých sólech do hry pobrukuje a pozpěvuje, což působí na některé posluchače rušivě.